# زاك ميلس
زاك ميلس (بالإنجليزية: Zack Mills)‏ هو لاعب كرة قدم أمريكية أمريكي، ولد في 1 مايو 1982.